# The History of Tom Jones, a Foundling
The History of Tom Jones, a Foundling is een schelmenroman geschreven door de Engelse toneelschrijver en romanschrijver Henry Fielding. Het werd voor het eerst gepubliceerd op 28 februari 1749 in Londen en wordt beschouwd als een vroeg voorbeeld van de Engelse roman. Het verhaal volgt de avonturen van Tom Jones, een buitenechtelijk kind opgevoed door Squire Allworthy, en behandelt thema's als deugd, hypocrisie en sociale klassen. Het is wordt genoemd door W. Somerset Maugham in zijn boek, "Great Novelists and Their Novels", als een van de tien beste romans ter wereld. Het boek werd in 1963 verfilmd.

## Externe Links
- The History of Tom Jones, a Foundling